# Franz Boas
Franz Uri Boas (Minden, 9 de julho de 1858 — Nova Iorque, 21 de dezembro de 1942) foi um antropólogo teuto-americano,um dos pioneiros da antropologia moderna que tem sido chamado de "Pai da Antropologia Americana".
Estudando na Alemanha, Boas foi premiado com um doutorado em 1881 em física, enquanto estudava geografia. Em seguida, participou de uma expedição geográfica ao norte do Canadá de 1883 a 1884, onde ficou fascinado com a cultura e a língua da ilha de Baffin se tornando o primeiro estudioso a envolver-se em trabalho de campo prolongado com o Inuits. Em 1887 emigrou para os Estados Unidos, onde trabalhou pela primeira vez como um curador do museu no Smithsonian, e em 1899 tornou-se professor de antropologia da Universidade Columbia, onde permaneceu pelo resto de sua carreira. Através de seus alunos,muitos dos quais passaram a manter departamentos de antropologia e programas de pesquisa inspirados por seu mentor,Boas influenciou profundamente o desenvolvimento da antropologia norte-americana. Entre seus alunos mais significativos estão A. L. Kroeber, Ruth Benedict, Edward Sapir, Margaret Mead, Zora Neale Hurston e Gilberto Freyre.

## Vida
Em 1892, tornou-se professor de antropologia na Universidade Clark, em Worcester. Em 1896, foi indicado curador assistente de Etnologia e Somatologia do Museu Americano de História Natural. No mesmo ano, foi nomeado leitor de Antropologia Física da Universidade Columbia, e promovido a professor de Antropologia em 1899. Na época, os vários antropólogos que lecionavam em Columbia distribuíam-se por diferentes departamentos. Quando deixou o Museu de História Natural, Boas negociou com a universidade a reunião desses vários professores em um único departamento, do qual ele próprio seria o responsável. O programa de PhD em antropologia da Universidade Columbia, criado por Boas, seria o primeiro da América.[carece de fontes?]
Em 21 de dezembro de 1942, Boas faleceu aos 84 anos de idade, nos braços de seu ex-discípulo Claude Lévi-Strauss. Tornara-se, à altura, um dos mais influentes e respeitados cientistas de sua geração.

## Contribuição teórica
Na época de Boas, a antropologia era marcada pela ideia de que raça e cultura, e raça e linguagem, constituíam fenômenos interdependentes. A cultura era conceituada como resultado do pensamento racional do homem, manifesto em diferentes graus, dentro de uma escala evolucionista. Encarava-se a história cultural como processo unilinear e universal, cujas expressões peculiares a cada sociedade, em dado momento, refletiam o seu estado de desenvolvimento.[carece de fontes?]
Boas criticou não o princípio da evolução do desenvolvimento histórico, que considerava válido, mas a ortogênese (modificação individual, proveniente de causa interna, que sofre um organismo vivo, sem que entre em jogo a adaptação) que dominava o pensamento científico da época.[carece de fontes?]
Franz Boas mostrou que as culturas humanas não percorrem o continuum simples-complexo, pretendido pelas teorias ortogenéticas, mas que existem diferentes desenvolvimentos históricos, resultantes de diferentes processos em que intervieram inúmeros fatores e acontecimentos, culturais e não culturais.[carece de fontes?]
A obra de Boas, ao estabelecer a autonomia relativa do fenômeno cultural, desvinculou-se do rígido determinismo em face do meio ambiente e das características biológicas dos componentes das diversas sociedades. Adicionando contribuição tão valiosa à causa do antirracismo, escreveu trabalhos sobre raça e sobre a situação do negro nos Estados Unidos, além de estimular pesquisas semelhantes em várias partes do mundo.[carece de fontes?]

### Linguística e etnologia
No campo da linguística, preocupou-se de início com a compreensão do desenvolvimento histórico das línguas e do papel por elas desempenhado na cultura e no pensamento humano.[carece de fontes?]
Ao dedicar-se ao estudo das línguas ágrafas dos grupos tribais norte-americanos, rompeu com a herança histórica dos neogramáticos, utilizando uma abordagem empiricista que consistia em descrever e analisar cada língua em seus próprios termos, a partir do conceito de "forma íntima", adotado de Heymann Steinthal.[carece de fontes?]
Sua preocupação em comparar a forma íntima de línguas diferentes conduziu-o aos relacionamentos linguagem-pensamento e linguagem-cultura, através dos quais tentou entender como ocorria, em diferentes sociedades, a relação entre a realidade concreta e a idealização do mundo internalizada por seus componentes.[carece de fontes?]
Encarando o fenômeno linguístico como parte do fenômeno etnológico, Boas descobriu que entre as línguas indígenas americanas haviam ocorrido empréstimos léxicos, fonéticos e morfológicos, e que, portanto, as línguas se podem desenvolver tanto por convergência de diversas fontes, como por divergência, a partir de uma origem comum.[carece de fontes?]
Como professor, a influência de Boas foi clara sobre muitos antropólogos e linguistas famosos, como Edward Sapir, Ruth Benedict, Margaret Mead e outros.[carece de fontes?]
Franz Boas acrescentou novas dimensões à compreensão do relacionamento homem-meio-cultura-sociedade, encaminhando a integração pretendida pela moderna.[carece de fontes?]

## Obras em português
- 1938, A Mente do Ser Primitivo, RJ, Vozes, 2010 (Original em inglês no Internet Archive)
- MOURA, Margarida Maria. “Nascimento da antropologia cultural: a obra de Franz Boas." São Paulo: Ed. Hucitec, 2004.

Textos selecionados
- Stocking Jr., George W. (org.) Franz Boas: a formação da antropologia americana 1883-1911. RJ Contraponto/ Editora UFRJ, 2004
- Castro, Celso. (org.) Antropologia cultural / Franz Boas. RJ, Zahar, 2010

Em espanhol
- Franz Boas: textos de antropología, Editorial Centro de Estúdios Ramón Areces, Madrid, 2008,
- "The Relation of Darwin to Anthropology" («La relación de Darwin y la antropología») notes for a lecture; Boas papers (B/B61.5) American Philosophical Society, Philadelphia. Published on line with Herbert Lewis 2001b.
- 1911, The Mind of Primitive Man (La mente del hombre primitivo)
- 1928, Anthropology and Modern Life (Antropología y vida moderna) (2004 ed.)
- 1940, Race, Language, and Culture (La raza, el lenguaje y la cultura)
- 1947, El Arte Primitivo